# Tracy Palmer
Tracy Palmer FRS (Sheffield, 8 de maio de 1967) é professora de microbiologia molecular na School of Life Sciences da Universidade de Dundee, Escócia.
Palmer foi eleita Membro da Royal Society em 2018. Foi eleita Membro da Sociedade Real de Edinburgo (FRSE) em 2009, é fellow da American Academy of Microbiology e membro da European Molecular Biology Organization (EMBO).